# Condotta antisindacale
La condotta antisindacale consiste in quei comportamenti posti in essere dal datore di lavoro volti ad impedire o a limitare l'esercizio della libertà sindacale, dell'attività sindacale, nonché del diritto di sciopero.
L'espressione fa riferimento a molteplici comportamenti che possono essere posti in essere dal datore di lavoro nei confronti del singolo lavoratore o dei lavoratori, o altresì nei confronti delle associazioni sindacali.

## Nel mondo

### Italia
La giurisprudenza della Suprema Corte di Cassazione ha più volte messo in risalto nelle sue decisioni - come ad esempio nella sentenza 5295/1997 - l'assoluta irrilevanza dell'elemento soggettivo in tali comportamenti, affermando, tout court, che ai fini della configurabilità e della sanzionabilità della condotta antisindacale è necessario e sufficiente il solo elemento oggettivo, prescindendo così dagli elementi intenzionali con i quali, eventualmente, il comportamento in questione è stato posto in essere dal datore di lavoro.
Ai sensi dell'art. 28 dello statuto dei lavoratori, l'azione giudiziaria si propone con ricorso al tribunale del luogo in cui viene posto in essere il comportamento denunciato, che deve avere la caratteristica di essere attuale. Il provvedimento del giudice, che riveste la forma del decreto è immediatamente esecutivo. Contro il decreto che decide sul ricorso è ammessa i opposizione entro 15 giorni davanti al medesimo tribunale che decide con sentenza immediatamente esecutiva.
La legittimazione attiva ad agire in giudizio per condotta antisindacale  è riservata solamente agli organi locali dei sindacati nazionali più rappresentativi, non ai singoli lavoratori o a qualsiasi associazione avente personalità giuridica. Tale previsione normativa, sebbene limitativa del riconoscimento della legittimazione ad agire ha superato il vaglio di legittimità costituzionale.